# Брукман, Кес
Корнелис «Кес» Брукман (нидерл. Cornelis "Kees" Broekman; род. 2 июля 1927, Де-Лир, Нидерланды — 8 ноября 1992, Берлин, Германия) — нидерландский конькобежец. Двукратный призёр зимних Олимпийских игр 1952 года; серебряный призёр чемпионата мира в классическом многоборье 1949 года, двукратный призёр чемпионата Европы по конькобежному спорту 1952 и 1953 года. Участник зимних Олимпийских игр 1948, 1952, 1956 и 1960 года.

## Биография
Кес Брукман родился в деревне Де-Лир, провинция Южная Голландия. Кес Брукман был первым голландец, который выиграл медаль на Зимних Олимпийских играх. После завершения карьеры он стал тренером по подготовке конькобежцев. С 1969 по 1970 годы он тренировал голландских женщин и под его руководством Атье Кёлен-Делстра завоевала свой первый титул. Затем, Брукман стал тренировать мужчин и под его руководством шведский конькобежец Йоран Классон стал чемпионом Европы и мира. Со временем Брукман переехал в Берлин, где работал тренером вплоть до своей смерти в возрасте 65 лет 8 ноября 1992 года.
Первую и единственную в своей карьере золотую медаль Брукман выиграл на чемпионате Европы по конькобежному спорту 1953 года, что проходил в норвежском городе — Хамар. По сумме своих выступлений Брукман с результатом 199,650 очков он занял 1-е место в итоговом положении, обогнав свое соотечественника Вим ван дер Ворт — 200,690 очков, 2-е место) и норвежца (Ивар Мартинсер — 202,067 очков, 3-е место) Таким образом он стал первым голландским чемпионом Европы. Несмотря на это достижение Брукман не получил должных почестей, что было вызвано вниманием общественности к ликвидации последствий наводнения в странах Северного моря 1953 года.
Личным триумфом завершилось выступление Брукмана на зимних Олимпийских играх 1952 года, в которых он принимал участие для участия в забеге на 1500, 5000 и 10 000 м. 17 февраля 1952 года на катке «Бишлетте» он завершил свой забег на 5000 м среди мужчин с результатом 8:21.6 и выиграл серебряную медаль, уступив первенство норвежцу Яльмару Андерсену (8:10.6 OR — 1-е место), обогнав при этом ещё одного норвежца — Сверре Ингольф Хёугли(8:22.4 — 3-е место). В общем итоге Брукман занял 2-е место. 18 февраля 1952 года на катке «Бишлетте» он завершил свой забег на 1500 м среди мужчин с результатом 2:22.8. В общем итоге Брукман занял 5-е место. 19 февраля 1952 года на катке «Бишлетте» он завершил свой забег на 10 000 м среди мужчин с результатом 17:10.6 и выиграл серебряную медаль, уступив первенство норвежцу Яльмару Андерсену (16:45.8 OR — 1-е место), обогнав при этом шведа — Карл-Эрик Асплунд(17:16.6 — 3-е место). В общем итоге Брукман занял 2-е место.
На зимних Олимпийских играх 1960 года, четвёртых и последних в своей карьере, Брукман был заявлен для участия в забеге на 5000 и 10 000 м. 25 февраля 1960 года на Олимпийском ледовом кольце Скво-Велли он завершил свой забег на 5000 м среди мужчин с результатом 8:22.9. В общем итоге Брукман занял 20-е место. 27 февраля 1960 года на Олимпийском ледовом кольце Скво-Велли он завершил свой забег на 10 000 м среди мужчин с результатом 16:59.9. В общем итоге Брукман занял 16-е место.